# Échangeur Ecublens
De Échangeur Ecublens is een knooppunt in Zwitserland. Op dit knooppunt bij de stad Ecublens sluit de A1a aan op de A1.

## Configuratie
Het knooppunt is een half-sterknooppunt.

## Bijzonderheid
De A1 heeft op het knooppunt een totso.